# Saturnia caecigena
Saturnia caecigena је врста инсекта из реда лептира (Lepidoptera), који припада породици Saturniidae.

## Опис
Ово је крупан ноћни лептир, са распоном крила од 62 до 88 мм, при чему су женке крупније. Осим у величини полни диморфизам се огледа и у разчитој обојености мужјака и женке. Мужјаци су белеђе жути, са црвенкастим ознакама на крилима. Женке су тамније жуте до смеђе са јасном црвеном нијансом на крилима. Подврста Saturnia caecigena stroehlei има знатно мање изражен полни диморфизам. Гусенице нарасту до 60мм, док су по излегању величине од 4-5мм. Гусенице Saturnia caecigen у последњим стадијумима a подсећају на сродне Saturnia pavonia.

## Распрострањењост и станиште
Врста живи на Балканском полуострву, па све до Турске и Закавказја. Иако је забележена у Италији, не постоје рецентни подаци о присуству врсте на Апенинском полуострву. У Србији је распсрострањена у источном и јужном делу земље. Преферира шумска станишта, углавном храстове шуме.

## Биологија
Ова врста је активна већ при темепратури од 2 степена целзијусове скале. Период лета је јесењи од септембра до новембра. Гусенице се могу наћи током маја и јуна како се хране на храсту - Quecus. Женке полажу до 100 јаја у групама по шест, на гранчице храста, и у том стадијуму презимљавају. Гусенице се излежу у пролеће. Осим храстом, гусенице могу да се хране и буквом - Fagus, тополом - Populus, грабом - Carpinus, а у лабораторијским условима могу се хранити и листом врбе - Salix. Лутка је величине око 35мм смеђе боје и заштичена двослојном мрежастом чауром. Унутрашња је фина, док је спољашња група. Улуткава се међу грањем, или на земљи.

## Угроженост
Нека страништа су угрожена претераном сечом шума.

## Синоними
- Saturnia caecigena Kupido, 1825
- Perisomena unicolor Schultz, 1910
- Perisomena derosata Schawerda, 1914
- Perisomena wiskotti Niepelt, 1914
- Perisomena transcaucasica O. Bang-Haas, 1927
- Perisomena parviocellata Friedel, 1968

## Подрврсте
Saturnia caecigena subsp. caecigena Kupido, 1825
Saturnia caecigena subsp. stroehlei Nassig, 2002